# Șirineasa
Șirineasa è un comune della Romania di 2 597 abitanti, ubicato nel distretto di Vâlcea, nella regione storica dell'Oltenia. 
Il comune è formato dall'unione di 5 villaggi: Aricioaia, Ciorăști, Slăvitești, Șirineasa, Valea Alunișului.